# Statuut van Rome inzake het Internationaal Strafhof
Het Statuut van Rome inzake het Internationaal Strafhof, in het Engels: Rome Statute of the International Criminal Court, is een internationaal verdrag uit 1998, op basis waarvan in 2002 het Internationaal Strafhof is opgericht. Het binnen het kader van de Verenigde Naties opgestelde verdrag werd op 17 juli 1998 getekend in de Italiaanse stad Rome.
Nadat in het voorjaar van 2002 voldoende landen/staten het statuut hadden geratificeerd, kon het verdrag op 1 juli 2002 geldig worden. Hierna konden praktische stappen worden gezet voor de oprichting van het Internationaal Strafhof, gehuisvest in de Nederlandse plaats Den Haag.
Volgens het Statuut van Rome mogen de volgende misdaden door het Internationaal Strafhof berecht worden:
- genocide
- misdrijven tegen de menselijkheid
- oorlogsmisdrijven
- het misdrijf van agressie

## Jubileum 2022
In het jaar 2022 viel de twintigste verjaardag van de inwerkingtreding van het Statuut van Rome. De officiële herdenking van deze twintigste verjaardag vond plaats in het gebouw van het Strafhof te Den Haag op 1 juli 2022.